# (134010) 2004 VW28
(134010) 2004 VW28 (2004 VW28, 1998 AQ1) — астероїд головного поясу, відкритий 7 листопада 2004 року.
Тіссеранів параметр щодо Юпітера — 3,533.